# Corneliu Bârlădeanu

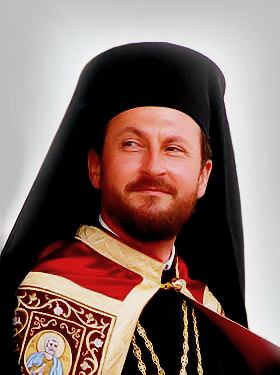
Corneliu Bârlădeanu (2009)

Corneliu Bârlădeanu, bürgerlich Corneliu Onilă (* 1966), ist ein orthodoxer Geistlicher der rumänisch-orthodoxen Kirche.

## Leben
Bârlădeanu studierte orthodoxe Theologie. Er wurde 2009 zum orthodoxen Bischof der rumänisch-orthodoxen Kirche im ostrumänischen Bistum Huși ernannt. 2017 geriet er in einen öffentlichen Skandal, nachdem ein Video, das ihn beim Geschlechtsverkehr mit einem anderen Priester zeigt, öffentlich geworden war. Er trat danach von seinem bischöflichen Amt zurück und lebt seitdem als Mönch im Kloster Văratec.
Mit den kompromittierenden Videos wurde Bârlădeanu von drei Geistlichen erpresst, wogegen er Beschwerde einlegte, was letztlich zur Verurteilung der Erpresser führte. Nach Enthüllungen von Journalisten wurden auch Ermittlungen gegen Bârlădeanu eingeleitet. Im Juni 2024 verurteilte ihn das Berufungsgericht Galati zu acht Jahren Gefängnis wegen Vergewaltigung und sexuellen Missbrauchs von Studenten des Theologischen Seminars „Johannes Chrysostomus“ in Huși. Das Urteil ist noch nicht rechtskräftig.